# Carminella
Carminella è un cortometraggio muto del 1910 diretto da Bannister Merwin che ne firma anche la sceneggiatura. La storia è interpretata da Madame Pilar-Morin, un'attrice che girò sette film tra il 1909 e il 1910.

## Produzione
Il film fu prodotto dalla Edison Manufacturing Company.

## Distribuzione
Distribuito dalla Edison Manufacturing Company, il film - un cortometraggio di 220 metri  - uscì nelle sale cinematografiche statunitensi il 13 maggio 1910. Nelle proiezioni, veniva programmato con il sistema dello split reel, accorpato in un'unica bobina con un altro cortometraggio prodotto dalla Edison, Accidents Will Happen.